# Catarina Ivanovna Romanova
Catarina Ivanovna da Rússia (Palácio de Pavlovsk, 25 de julho (12 de julho pelo antigo calendário russo) de 1915 - Montevidéu, 13 de março de 2007) foi a segunda filha e única menina do Príncipe Imperial João Constantinovich e da princesa Helena da Sérvia. Irmã mais nova do Príncipe Vsevolod Ivanovich e irmã mais velha do príncipe Frederico Alexandre Ivanovich da Rússia.

## Biografia
Após a revolução, o seu pai foi preso e expulso da capital. A mãe, Helena, seguiu o marido para o exílio. Catarina e seu irmão Vsevolodo permaneceram sob os cuidados de sua avó, a Grã-Duquesa Isabel de Saxe-Altemburgo. Em junho de 1918, João foi morto, Helena foi presa e passou vários meses na prisão em Perm. Sua avó conseguiu levar as crianças para a Suécia. Só algum tempo mais tarde sua mãe se juntou a ela e os irmãos. A família viveu na Suécia e, em seguida, mudou-se para a Inglaterra. Lá, Catarina recebeu uma excelente educação. Mas a princesa russa não sabia russo porque, tendo passado por muito sofrimento na Rússia, sua mãe não quis dar às crianças uma educação russa. De 1937 a 1945, Catarina residiu na Itália. Após a Segunda Guerra Mundial, mudou-se para América do Sul. Viveu seus últimos anos em Montevidéu, capital do Uruguai.

## Casamento
Em 15 de setembro de 1937, Princesa Catarina Ivanovna se casou em Roma com o diplomata italiano Marquês Ruggiero Farace di Villaforesta, filho do Barão Alfredo Farace di Villaforesta e Facini. Antes do casamento, a princesa renunciou aos direitos de sucessão dela e de sua descendência. O casal teve 3 filhos:
- Nicoletta Farace (n. 23 de julho de 1938), se casou com Alberto Grundland, com quem teve dois filhos: Eduardo Alberto Grundland e Alexandra Gabriella Grundland;
- Fiammetta Farace (n. 19 de fevereiro de 1940), foi casada duas vezes, primeiro com Victor Carlos Arcelus e depois com Nelson Zanelli. Teve três filhos: Victor John Arcelus, o ator americano Sebastian Arcelus, e Alessandro Zanelli;
- Giovanni Farace, Marquês Farace di Villaforesta (n. 20 de outubro de 1943), marido de Marie Claude Tillier Debesse, com quem teve dois filhos: Alessandro Farace e Yann Farace.

O casal se divorciou em 13 de novembro de 1945.
Catarina Ivanovna morreu a 13 de março de 2007, em Montevidéu. Após sua morte, o ramo dos Constantinovich tornou-se extinto da linha feminina (o último descendente na linha masculina era o irmão mais velho de Catarina, Vsevolod).